# Odpadanie
Odpadanie – proces degradacji zachodzący w obrębie ścian i stoków skalnych o nachyleniu powyżej 45 stopni, polegający na odrywaniu się od litego podłoża i spadaniu fragmentów zwietrzałej skały (wietrzenie mechaniczne). Intensywność odpadania zależy głównie od odporności skały i siły wietrzenia, jakiemu podlega skała. Odpadły od ścian materiał skalny gromadzi się u ich podnóża, tworząc stożki i hałdy usypiskowe (piargi).